# La balsa de la Medusa
La balsa de la Medusa (en francés: Le Radeau de la Méduse) es una pintura al óleo realizada por el pintor y litógrafo francés del romanticismo Théodore Géricault entre 1818 y 1819. La obra, que el autor culminó antes de haber cumplido los treinta, se convirtió en un icono del Romanticismo francés. Es una pintura de formato grande (4,91 m × 7,16 m) que representa una escena del naufragio de la fragata de la marina francesa Méduse, encallada frente a la costa de Mauritania el 2 de julio de 1816. Al menos 150 personas quedaron a la deriva en una balsa construida apresuradamente, y todas ellas, salvo 15, murieron durante los 13 días que se tardó en rescatarlos. Los supervivientes debieron soportar el hambre, la deshidratación, el canibalismo y la locura. El suceso llegó a ser un escándalo internacional, en parte porque sus causas fueron atribuidas a la incompetencia del capitán francés que actuaba bajo la autoridad de la reciente y restaurada monarquía francesa de Luis XVIII.
Al seleccionar esa tragedia como el tema de su primer trabajo importante —una descripción que no le había sido encargada de un acontecimiento reciente—, Géricault escogió deliberadamente un incidente muy conocido que pudiera generar un gran interés público y, al mismo tiempo, ayudarlo a impulsar su carrera. El evento en sí fascinó al artista, quien, antes de comenzar a trabajar en la pintura final, emprendió una investigación intensa y realizó muchos bocetos preparativos. Para construir un modelo detallado a escala de la balsa, entrevistó a dos de los supervivientes, Alexandre Correard, un ingeniero de los Arts et Métiers y el cirujano Jean-Baptiste Savigny. Su empeño lo llevó a ir a depósitos de cadáveres y hospitales donde pudiera ver de primera mano el color y la textura de la carne de los agonizantes y los muertos. Como el artista había anticipado, la pintura resultó ser altamente polémica en su primera exhibición, en el Salón de París de 1819, y se ganó tanto elogios apasionados como condenas. No obstante, el evento consolidó su reputación internacional, y el cuadro es, aún hoy, ampliamente considerado una obra seminal en la historia temprana del Romanticismo en la pintura francesa. 
Aunque La balsa de la Medusa conserva elementos de las tradiciones de la pintura histórica, tanto la elección del tema de la pintura como su dramática presentación representan una ruptura con respecto a la calma y orden de la escuela neoclasicista entonces predominante. El trabajo de Géricault atrajo la atención casi de inmediato a partir de su primera muestra y en la subsiguiente exhibición en Londres. Fue adquirida por el Louvre poco tiempo después de la muerte prematura del artista, a los 32 años de edad. La influencia de la pintura puede ser vista en los trabajos de Eugène Delacroix, J. M. W. Turner, Gustave Courbet y Édouard Manet.

## Contexto

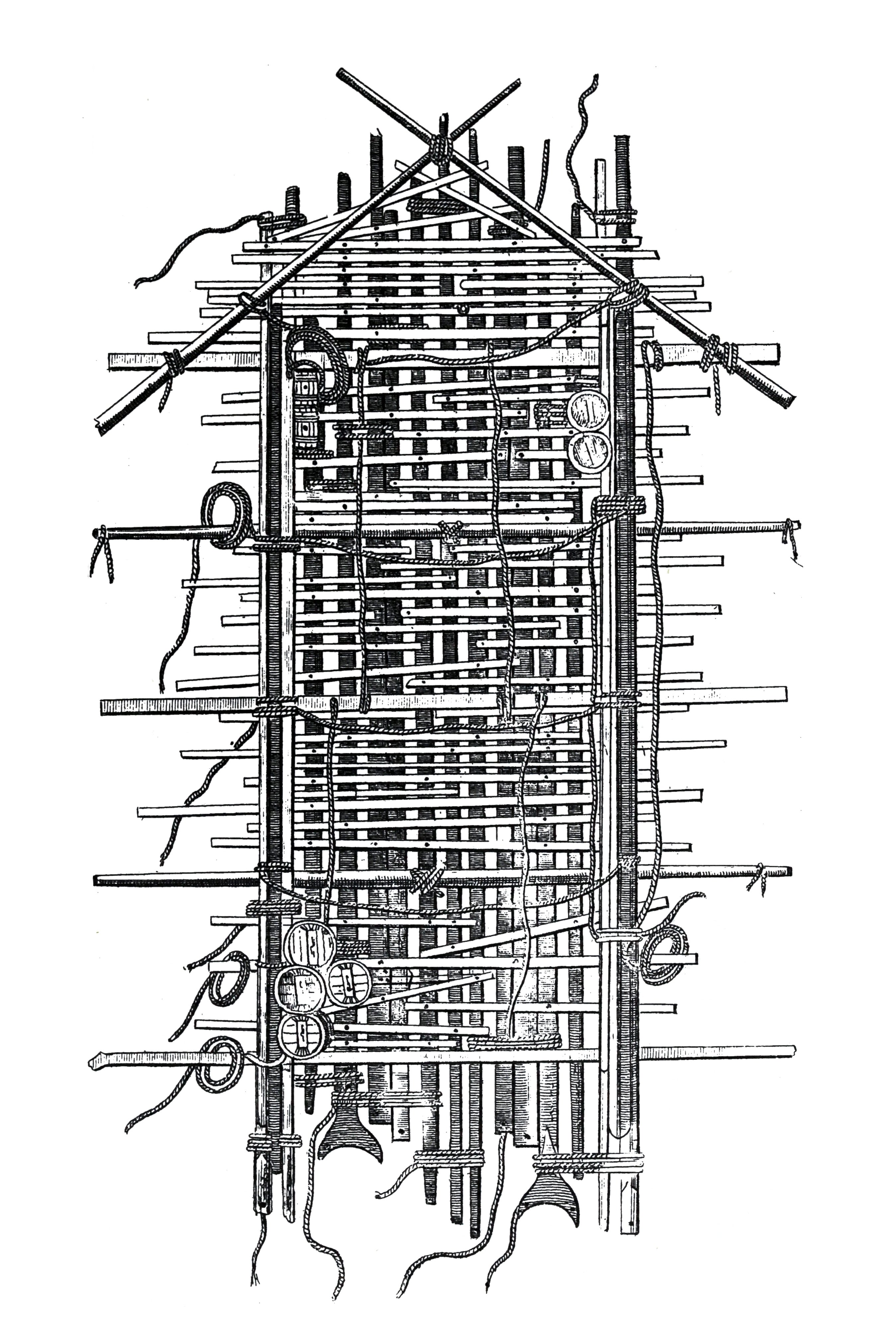
Plano de La Balsa de la Medusa en el momento del rescate de la tripulación

En junio de 1816, la fragata francesa Méduse partió de Rochefort con rumbo al puerto senegalés de Saint-Louis. Dirigía un convoy compuesto por otras tres embarcaciones: el buque-bodega Loire, el bergantín Argus y la corbeta Écho. El vizconde Hugues Duroy de Chaumereys había sido nombrado capitán de la fragata pese a haber navegado muy poco en 20 años. La misión de la fragata era la de aceptar la devolución británica de la entonces colonia de Senegal bajo los términos franceses de la Paz de París. El gobernador francés designado para Senegal, el coronel Julien-Désiré Schmaltz y su esposa, Reine Schmaltz, estaban entre los pasajeros.
En un esfuerzo por lograr una travesía rápida, la Méduse se adelantó a las otras naves, pero, debido precisamente a su velocidad, fue al garete y se desvió de su curso 100 kilómetros (62 mi). El 2 de julio encalló en un banco de arena en la bahía de Arguin, en la costa de África Occidental, cerca de la actual Mauritania. La colisión se debió en gran medida a la incompetencia de De Chaumereys, un francés emigrado que carecía de experiencia y habilidad, pero que habría conseguido esa misión como resultado de un acto de favoritismo político. Los esfuerzos por liberar el barco fueron infructuosos, así que el 5 de julio los aterrados pasajeros y la tripulación intentaron salvar los 60 kilómetros (37 mi) que los separaban de la costa africana en los seis botes de la fragata. Aunque la Médusa llevaba 400 personas, incluida una tripulación de 160 marineros, en esos botes solo había espacio para 250. El resto de la dotación del buque —al menos 146 hombres y una mujer— se apiñaron en una balsa de 20 metros de largo por 7 de ancho, construida deprisa y corriendo, que se sumergió parcialmente al recibir la carga. Diecisiete miembros de la tripulación decidieron quedarse a bordo de la Médusa. El capitán y la tripulación a bordo de los otros botes intentaron arrastrar la balsa, pero después de solo unos pocos kilómetros las amarras de la balsa se soltaron por sí solas o alguien las soltó. El capitán dejó a los pasajeros de la balsa entregados a su suerte. La situación empeoró rápidamente: en la primera noche 20 hombres se suicidaron o habrían sido asesinados, ya que para el sustento de la tripulación de la balsa solo se les entregó una bolsa de galletas del buque (consumida en el primer día), dos contenedores de agua (perdidos por la borda durante las peleas) y unos barriles de vino.
Según el crítico Jonathan Miles, la balsa arrastró a los supervivientes "hacia las fronteras de la experiencia humana. Desquiciados, sedientos y hambrientos, asesinaron a los amotinados, comieron de sus compañeros muertos y mataron a los más débiles". Después de 13 días, el 17 de julio de 1816, la balsa fue rescatada por la nave Argus, que la encontró por accidente, ya que no hubo ningún intento de búsqueda de la balsa por parte de los franceses. En el momento del rescate solo había 15 hombres supervivientes; los demás habrían sido asesinados o arrojados por la borda por sus propios camaradas, muertos por inanición, o se habrían arrojado ellos mismos al mar en su desesperación. Este incidente se convirtió en una enorme vergüenza pública para la monarquía francesa, recientemente restaurada en el poder después de la derrota definitiva de Napoleón.

## Análisis del cuadro
La pintura no tiene simetría, sino que presenta más bien un desorden intencionado acorde con el tema representado. Varias líneas directrices (una de ellas la principal), dos planos (primero la balsa y de fondo el paisaje), en definitiva, una estructura piramidal sobre una base inestable (el mar).
Una línea parte del cadáver de la izquierda con las piernas en el agua y asciende hasta el marino que agita un trapo en dirección al barco que acude al rescate. La disposición se ajusta a la realidad histórica: los 15 náufragos de la balsa de la Méduse fueron rescatados por el Argus. El sentido ascendente de la línea marca la sucesión de sentimientos experimentados por los náufragos, desde la desesperación a la esperanza. También la luz refuerza esta idea de final de la odisea con las nubes más negras a la izquierda, y el cielo más luminoso en la lejanía y recortándose entre las cabezas de los marinos más destacados. Finalmente, se corresponde con la mirada clásica del espectador occidental, que "lee" la pintura de izquierda a derecha.
La balsa, levantada por las olas, se adentra oblicuamente al interior del espacio pictórico. Las figuras agrupadas, configurando una pirámide, acentúan ese movimiento "hacia dentro" del mar.
Géricault ha reducido considerablemente el tamaño del barco rescatador en su pintura, hasta el punto que lo representa como un pequeño punto apenas sugerido en el horizonte. Si observamos la vela de la balsa, nos damos cuenta de que el viento sopla en una dirección que no acerca precisamente la balsa al barco: hacia la izquierda, en sentido contrario al de la lectura; podríamos decir que, simbólicamente, el viento sopla hacia la muerte. Además tiene un efecto negativo sobre el equilibrio de fuerzas de la escena.
Perspectiva: No hay punto de fuga, ya que las otras dos bordas de la balsa están ocultas por los personajes que se encuentran en ella. El encuadre es frontal.
Tipo de espacio: espacio "teatral", compuesto (los personajes están dispuestos formando una curva que se dirige a la esquina superior derecha del lienzo).
Colores: La paleta es muy reducida, va del beige al negro pasando por los tonos pardos claros y oscuros. Consigue, de este modo, una atmósfera de tonos cálidos con colores armonizados que produce una impresión dramática de angustia y desamparo. El color dominante es el beige oscuro y apagado. Sin embargo, existe un elemento que se destaca del resto por su color: se trata de la estola rojiza que lleva el anciano que sujeta un cadáver con la mano, en la parte izquierda inferior del cuadro.
Pincelada: El romanticismo se caracteriza por una pincelada suelta y unos contornos imprecisos, como es el caso de este lienzo.